# Vytautas Petkevičius
Vytautas Petkevičius (* 28. Mai 1930 in Kaunas; † 10. Dezember 2008 in Vilnius) war ein litauischer Schriftsteller und Politiker. Bekanntheit erlangte er in der sowjetischen Zeit als Verfasser zahlreicher Kinderbücher und später auch Romane für Erwachsene. Zudem war er in seinen Jugendjahren ein führender Vertreter der kommunistischen Jugendorganisation Litauens (Komjaunimas, vgl. Komsomol) und später aktiv in der Kommunistischen Partei Litauens (LKP). Als führender Vertreter der Sąjūdis-Erneuerungsbewegung setzte er sich für die Unabhängigkeit Litauens ein und war nach 1990 einige Jahre im litauischen Parlament aktiv. Mit seinen letzten Veröffentlichungen wurde er zu einer sehr umstrittenen Figur in Litauen. Er verstarb nach mehrwöchigem Krankenhausaufenthalt am 10. Dezember 2008 an einem Krebsleiden.

## Familie und Ausbildung
Vytautas Petkevičius wurde als Sohn einer Arbeiterfamilie in Kaunas geboren. Nach Grundschule und Gymnasium in Kaunas begann er 1950 ein Studium in Vilnius, das er nach kurzer Zeit zugunsten der Parteiarbeit abbrach. 1952 bis 1954 studierte er an der Hochschule des Komsomol, bevor er sich an der Lomonossow-Universität in Moskau im Fach Geschichte einschrieb. Er beendete sein (Fern)Studium 1960.
Petkevičius war mit Raisa Petkevičienė verheiratet, mit der er drei Kinder hatte.

## Karriere in der Kommunistischen Partei
Bereits im Alter von 15 Jahren trat er dem Komjaunimas (lit. ausführlich Visasąjunginė Lenino komunistinio jaunimo sąjunga, VLKJS) bei, der litauischen Abteilung des Komsomol und war an Kampfeinsätzen gegen litauische antikommunistische Partisanen beteiligt. In der Folge war er in verschiedenen Funktionen im Komsomol tätig und ab 1951 auch Mitglied der Litauischen Kommunistischen Partei (LKP). Ab 1952 war er im Zentralkomitee der VLKJS und 1956 bis 1960 fungierte er als Zweiter Sekretär beim Bezirkskomitee in Radviliškės. Anschließend arbeitete er zehn Jahre als Korrespondent der Parteizeitung Tiesa (Wahrheit) in Šiauliai. Er blieb bis zur Umwandlung der LKP in die LDDP Parteimitglied.

## Schriftsteller
Petkevičius, der ab 1972 freier Schriftsteller war, verdankte seine Bekanntheit in Litauen in erster Linie seinen Kinderbüchern. Seine Veröffentlichungen Didysis medžiotojas Mikas Pupkus (Die Abenteuer des großen Jägers Mikas Pupkus, 1973) und Kodėlčius (1974) wurden zu Klassikern der Kinderliteratur der Litauischen SSR.
Er debütierte 1959 mit der Novelle Priemiesčio žmonės (Menschen der Vorstadt), seine bekanntesten Romane sind Apie duoną, meilę ir šautuvą (Über das Brot, die Liebe und das Gewehr, 1965) und Grupė draugų (Freundeskreis, 1979). Seine Bücher wurden ins Russische, aber auch ins Lettische, Estnische, Polnische, Tschechische und Deutsche (Die Abenteuer des großen Jägers Mikas Pupkus, Vyturys, 1989) übersetzt.

## Unabhängigkeitskampf ab 1988 und Politiker ab 1990
Mit dem Aufbrechen der kommunistischen Strukturen infolge der Glasnost und der erstarkenden Protestbewegung in Litauen entwickelte sich Petkevičius zu einem ihrer bekanntesten Protagonisten. Er war zunächst federführend am Protest gegen die geplante Erdölförderung in der Ostsee vor der Kurischen Nehrung beteiligt und einer der Sprecher der Grünen Bewegung in Litauen. 1988 war er eines der Gründungsmitglieder der Erneuerungsbewegung Sąjūdis. Als Vertreter der LDDP war Petkevičius von 1992 bis 1996 Abgeordneter im ersten Seimas des wieder unabhängigen Litauen.

## Querelen am Lebensende
In den Folgejahren entwickelte sich Vytautas Petkevičius zu einem immer schärferen Kritiker des politischen Establishments in Litauen. Im Jahre 2000 trat er der Bewegung „Už teisingą Lietuvą“ („Für ein gerechtes Litauen“) bei, einer Establishment-feindlichen populistischen Partei.
Sein Spätwerk Durnių laivas - politinių veidų ir šaržų galerija (Narrenschiff - eine Galerie politischer Köpfe und Gestalten, 2003) war eine Abrechnung mit führenden Köpfen der litauischen politischen Gesellschaft und ihrer angeblichen Verantwortungslosigkeit. Aufgrund Petkevičius' Bekanntheit erregte das Buch großes Aufsehen. Wegen des Vorwurfs falscher Tatsachenbehauptung und der Rufschädigung musste er sich vor Gericht verantworten. Über die Klage seines früheren Mitstreiters aus Sąjūdis-Zeiten, Vytautas Landsbergis, ist bis zu seinem Tod nicht entschieden worden. Unbeirrt veröffentlichte Petkevičius 2006 den Nachfolgeband Durniškės (Wortspiel aus durnas = dumm und Turniškės = exklusive Villen-Siedlung am Nordostrand von Vilnius). Er war bis zu seinem Tode Mitglied von „Už teisingą Lietuvą“ und der 2008 gegründeten linkspopulistischen Partei Frontas.